# Ahaetulla pulverulenta
Ahaetulla pulverulenta là một loài rắn trong họ Rắn nước. Loài này được Duméril & Bibron mô tả khoa học đầu tiên năm 1854.

## Hình ảnh

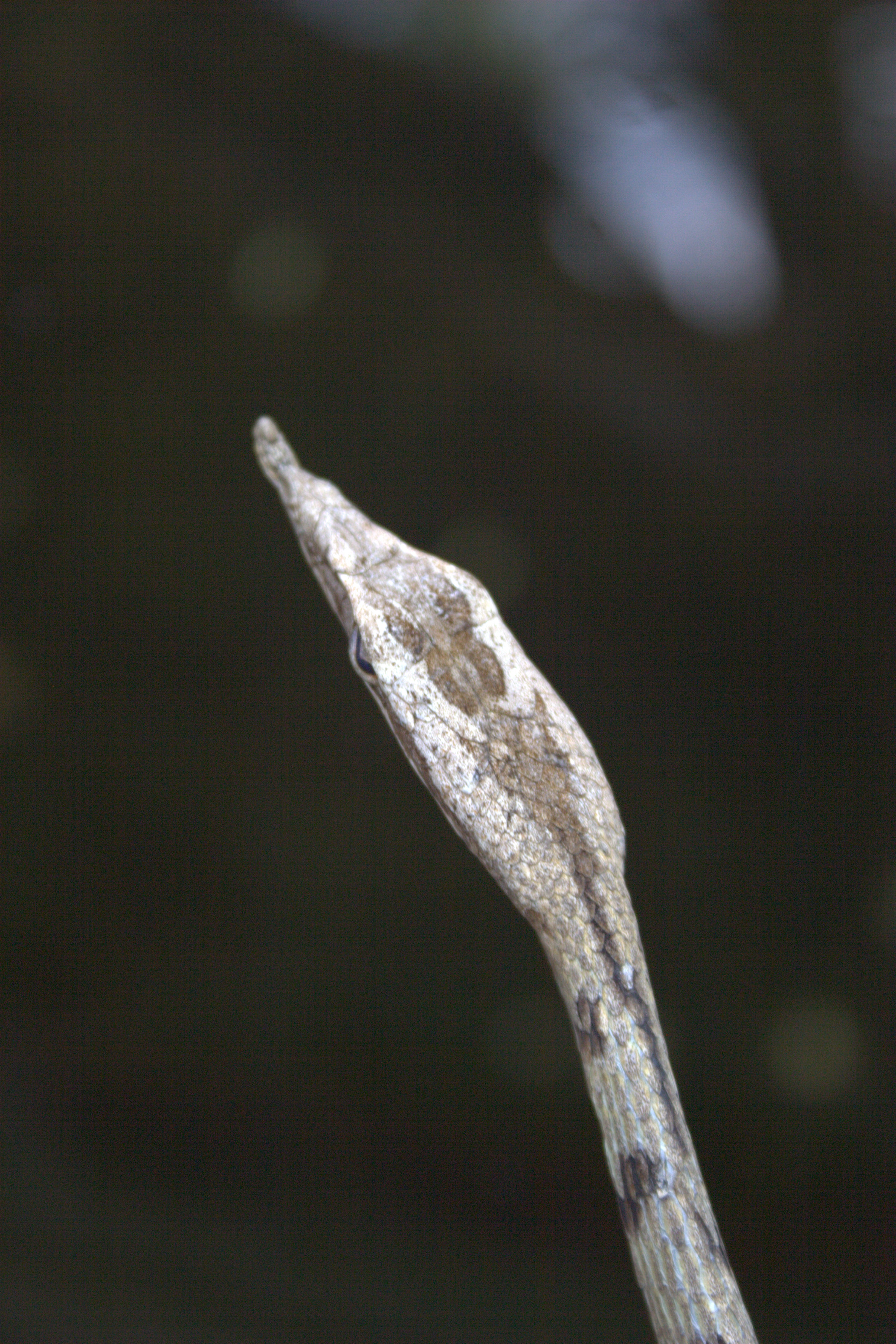
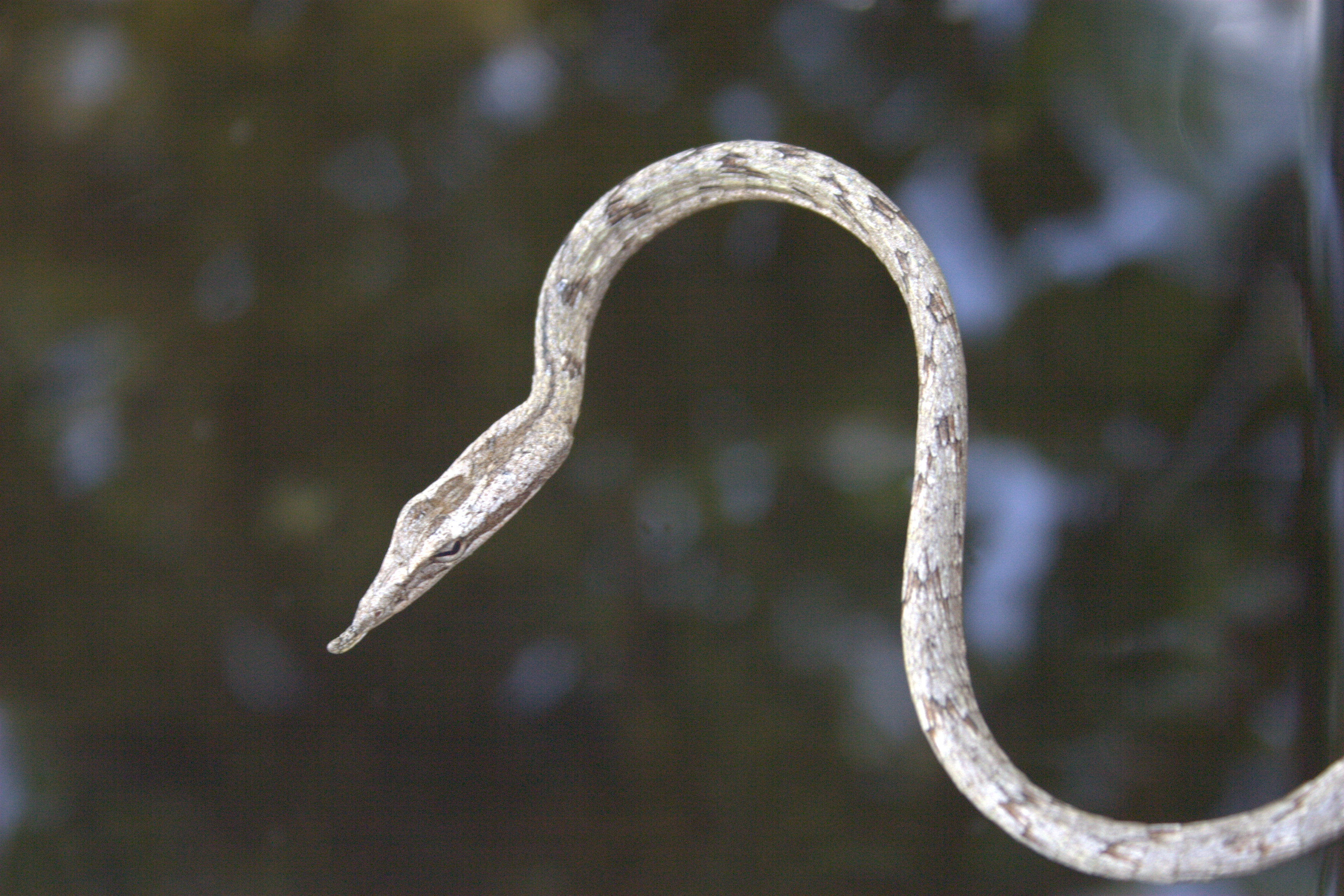
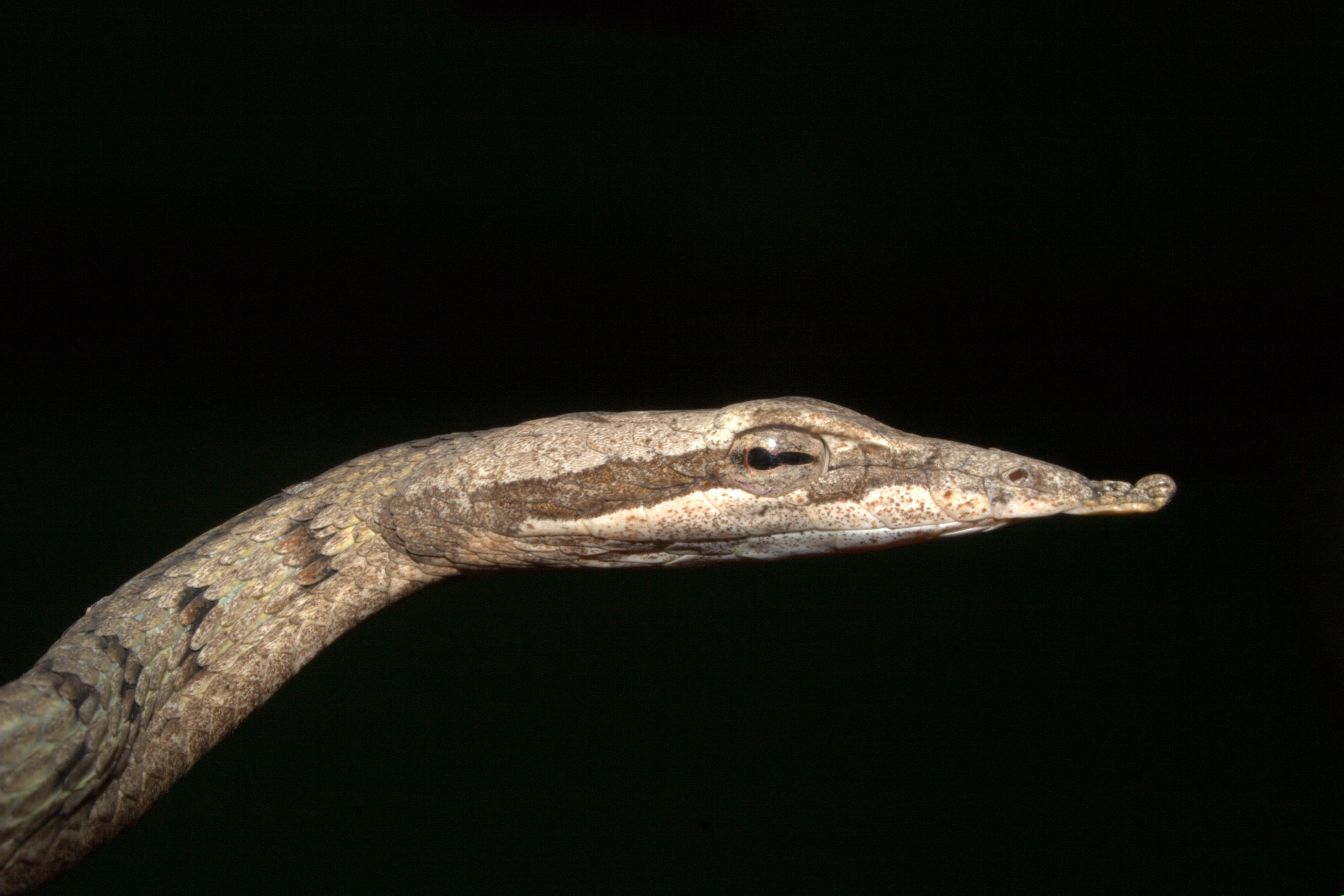
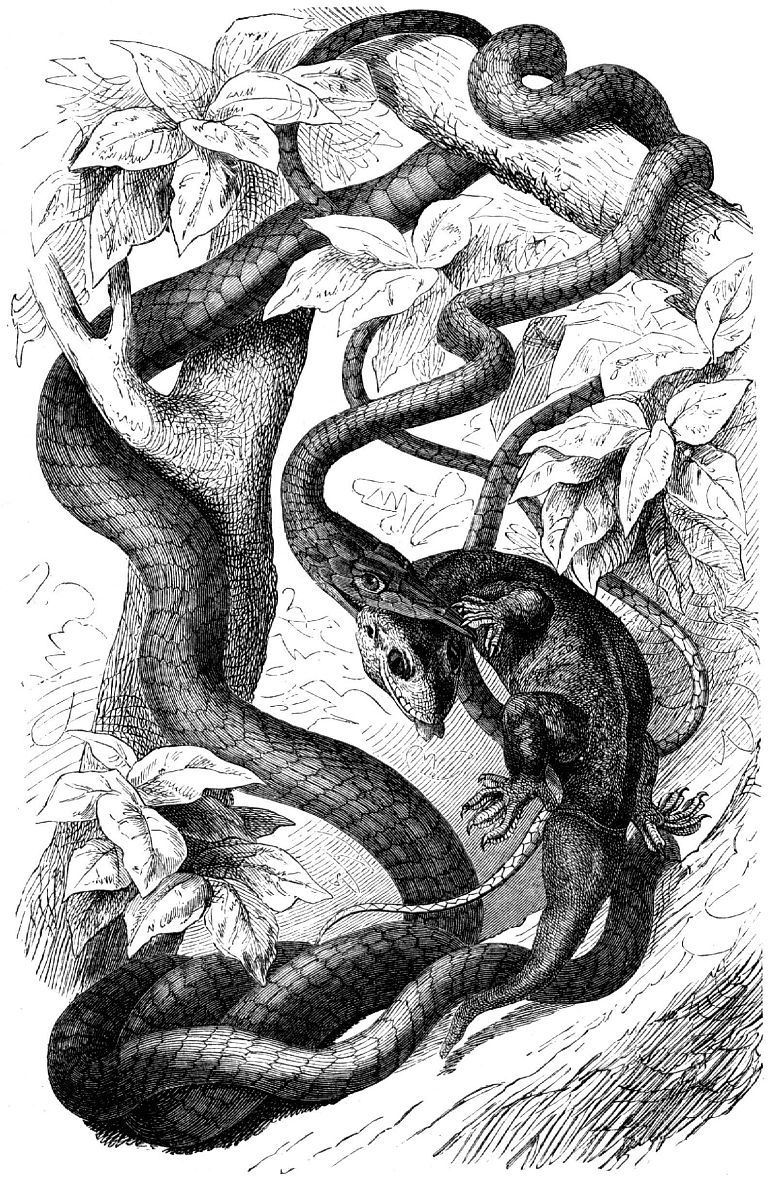